# Otoniela
Otoniela là một chi nhện trong họ Anyphaenidae.